# Psychotria sulcata
Psychotria sulcata là một loài thực vật có hoa trong họ Thiến thảo. Loài này được Wall. ex Hook.f. miêu tả khoa học đầu tiên năm 1880.